# 鉄十字章略章
鉄十字章略章(てつじゅうじしょうりゃくしょう、ドイツ語: Spange zum Eisernen Kreuz)は、ドイツの勲章である。第一次世界大戦時に1914年版鉄十字章を受章したドイツ国防軍軍人が、第二次世界大戦において1939年版鉄十字章を受章した際にこの略章が授与された。この略章を着用しているほとんどが第一次世界大戦でも活躍した高級軍人である。

## 概要

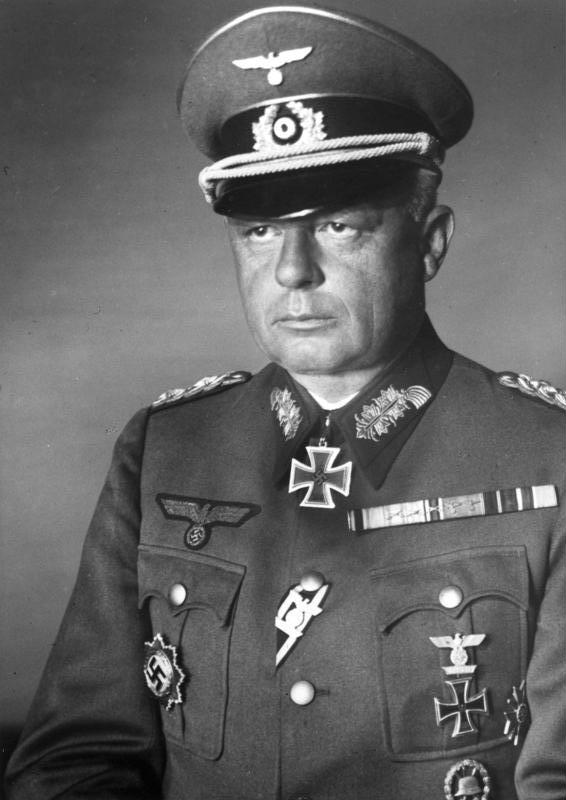
左胸に1級鉄十字章略章を、第二ボタンのリボンに2級鉄十字章略章を佩用しているヨハネス・フリースナー歩兵大将。

第一次世界大戦時の活躍により、すでに鉄十字章を受章した者に1939年章のかわりに贈られたのがこの略章である。2級鉄十字章略章の場合は、略綬の上に装着するか、第二ボタンに通した2級鉄十字章のリボンに装着した。
1級鉄十字章略章の場合は、左胸ポケットに予め佩用している1914年版1級鉄十字章の上に直接ピンで装着した。この場合、1級鉄十字章に直接略章を溶接して佩用する者もいた。